# Daniel Marx
Daniel Marx (Paysandú, Uruguay, 16 de abril de 1953) es un economista argentino. Fue director del Banco Central de la República Argentina durante la presidencia de Raúl Alfonsín entre 1987 y 1988, y Representante Financiero Especial y Jefe Negociador de la deuda externa argentina de 1989 a 1993. Además fue secretario de Finanzas del Ministerio de Economía de la República Argentina durante 1999 y 2001. Actualmente es director ejecutivo de Quantum Finanzas.

## Actividades en el sector público
Marx fue designado director del Banco Central de la República Argentina durante 1986 y 1987. Luego, y hasta 1993, se desempeñó como representante Financiero Especial y Subsecretario Jefe de Negociación de Deuda Soberana en el Ministerio de Economía de la República Argentina. Su función fue renegociar la deuda externa argentina durante los últimos años de la presidencia de Raúl Alfonsín (en las gestiones de los ministros de economía Juan Vital Sourrouille, Juan Carlos Pugliese y Jesús Rodríguez) y los primeros de la de Carlos Menem, en los que la cartera de Economía estuvo ocupada por Miguel Ángel Roig, Néstor Rapanelli, Antonio Erman González y Domingo Cavallo. Durante la presidencia de Fernando de la Rúa (1999-2001) fue secretario de Finanzas bajo las carteras de José Luis Machinea, Ricardo López Murphy y la segunda gestión de Domingo Cavallo.
Entre 1988 y 1993 fue jefe negociador de la deuda externa argentina y estuvo a cargo de su reestructuración.
En 1999 fue designado Secretario de Finanzas por el entonces presidente Fernando de la Rúa, cargo al que renunció en diciembre de 2001. El titular de esa repartición era conocido oficiosamente como viceministro de economía, cartera cuyo titular era Domingo Cavallo; su secretaría tenía funciones en materia de deuda externa y fue la encargada de instrumentar el Megacanje.
En diciembre de 2019 el presidente Alberto Fernández le encargó ser parte del equipo de renegociación de la deuda externa.

## Actividades en el ámbito privado
Daniel Marx se desempeña actualmente en el sector privado como director ejecutivo en Quantum Finanzas, en los álgidos 2000 y 2001. Antes ocupó la subsecretaría de Negociación de Deuda Soberana con Carlos Menem como jefe de Estado. Estuvo procesado por el megacanje.Daniel Marx, junto  al exministro de Economía Roque Fernández, Pablo Rojo, Eduardo Elztein y otros funcionarios fue procesado por la presunta comisión de los delitos de asociación ilícita, fraude en perjuicio de la administración públicay enriquecimiento ilícito, entre otras causas.
Previamente fue director Ejecutivo de MBA Banco de Inversiones, Managing Director de Darby Overseas Investments También fue responsable de la reestructuración financiera del grupo Árbol Solo/Inversiones Unidas, gerente en el Banco Tornquist y participó del Consejo Directivo de Banorte (México) e Interbank (Perú). Fue consultor del Banco Interamericano de Desarrollo.
En el ámbito académico, es Miembro Consejero del Consejo Directivo del Consejo Argentino para las Relaciones Internacionales (CARI) y profesor de Finanzas Internacionales en  la Universidad de San Andrés.

## Controversias

### Megacanje
El Gobierno de De la Rúa implementó en 2001 un "megacanje" de títulos públicos de deuda por 50 mil millones de dólares que buscó postergar vencimientos de deudas en el contexto de la crisis económica que vivía el país. Según expertos, el “Megacanje” aumentó el monto de la deuda en 53 mil millones de dólares sumado capital e intereses.
En 2001 el abogado E. Labaké acusó a Cavallo y Marx por "estafa agravada", "incumplimiento de los deberes de funcionario público" y "cohecho", a la vez que fundó sus acusaciones al sostener que ambos funcionarios "habrían contratado distintos canjes de la deuda externa en condiciones sumamente ruinosas para nuestro país y ocultando, cuando no tergiversando sus datos fundamentales para engañar al resto de los argentinos".
 Se les imputa haber incrementado el monto de la deuda y haber favorecido a un consorcio de bancos que se benefició con el cobro de comisiones.
El ministro de Economía, Domingo Cavallo, y el viceministro, Daniel Marx, fueron denunciados en el mismo sentido por la presunta comisión de delito de "enriquecimiento ilícito".
En 2010, la Cámara de Casación Penal confirmó el sobreseimiento de Daniel Marx en esta causa.

## Publicaciones
- Mejores políticas públicas 2, compilado por Ricardo López Murphy, Fundación Cívico Republicana, 2015.[38] Obra colectiva que reúne trabajos de Ricardo López Murphy, Rosendo Fraga, Roberto Cortés Conde, Juan Carlos De Pablo, Roque Fernández, Martín Krause y Edgardo Enrique Zablotsky, entre otros.
- Sovereign Debt and the Debt Crisis in Emerging Countries: The Experience of the 1990s. doi:10.1093/0195168003.003.0004. En coautoría con José Echagüe y Guido Sandleris. En Sovereign Debt at the Crossroads: Challenges and Proposals for Resolving the Third World Debt Crisis.[39]
- Análisis de la situación de deuda de compañías en Argentina, en Acuerdo Preventivo Extrajudicial, compilado por Hector Alegría, Suplemento Especial La Ley, 2004.[40]
- Reestructuración de la deuda soberana: El caso próximo de Argentina, Capítulo 3 de Default y reestructuración de la deuda externa compilado por Douglas R. Elespe, La Ley, 2003.[41]